# Lac Vernon
Pour les articles homonymes, voir Vernon.
Le lac Vernon (en anglais : Lake Vernon) est un lac américain dans le comté de Tuolumne, en Californie. Il est situé à 2 002 mètres d'altitude au sein de la Yosemite Wilderness, dans le parc national de Yosemite.